# José López Rega
José López Rega (Buenos Aires, 17 de outubro de 1916 — Buenos Aires, 9 de junho de 1989). Foi o fundador do grupo de extermínio Aliança Anticomunista Argentina ("Triple A"), López Rega foi também membro da Loja maçônica P2, conforme descoberta efetuada pela polícia italiana em 1981. Comissário Geral da Polícia Federal Argentina e Ministro do Bienestar no governo de Isabel Perón, ficou conhecido pelo apelido El Brujo ("O Bruxo"). Em seu intento de fazer predominar os interesses da direita.
Em 1975, o ministro das Finanças, Celestino Rodrigo, patrocinado pelo próprio López Rega, anunciou um choque plano econômico liberal por um aumento de preços súbita. A violenta reação popular a este plano levou à demissão de Lopez Rega e ao seu voo para a Espanha.
Depois de passar mais de 10 anos em fuga, foi preso nos Estados Unidos em 1986 e extraditado para a Argentina, onde foi indiciado por conspiração, sequestro e assassinato em conexão com o julgamento dos perpetradores de terrorismo de Estado. Morreu aos 72 anos em 9 de junho de 1989 enquanto cumpria pena de prisão pendente preventiva.